# Nekra
Nekra est une super-vilaine appartenant à l'univers de Marvel Comics, apparue pour la première fois dans Shanna the She-Devil #5 en 1973.

## Origine
Nekra Sinclair serait une mutante, d'après son père. Le scientifique Frederick Beechman et sa mère, l'afro-américaine Gemma Sinclair, travaillaient dans une centrale nucléaire quand un accident provoqua une explosion.
Tandis que la femme de Beechamn donnait naissance à un bébé hirsute, prénommé Jérome, Gemma accouchait d'une petite fille albinos. Les deux enfants furent persécutés pendant leur adolescence et tous deux perçurent les États-Unis comme un pays d'oppression. À 10 ans, Nekra fugua. Elle rencontra Jérome, abandonné dans le désert par son père. Elle lui offrit de l'eau et les deux enfants devinrent amis. Ils vécurent comme des nomades, s'éduquant seuls avec des livres volés dans des écoles.
Six ans plus tard, dans une petite ville du Missouri, ils furent attaqués par des jeunes armés. Les pouvoirs de Nekra attisés par sa haine se manifestèrent et elles les tua sans aucune pitié. Quand Jérome muta, devenant le Mandrill, ils décidèrent de créer un culte à leurs personnes en Afrique, avec une armée de fidèles, Jérome étant un dieu et Nekra sa grande prêtresse. Mais ils se heurtèrent à Shanna la Diablesse. Dans sa fuite vindicative, Nekra tua un des meilleurs amis de la jeune femme. 
Nekra et le Mandrill se retrouvèrent et formèrent le Spectre Noir, un groupe terroriste visant à renverser le gouvernement des États-Unis et instaurer un empire de haine. Ils tuèrent le père de Shanna pour lui voler sa fortune et se lancèrent dans la contrefaçon de billets de banques, qu'ils répandirent dans les rues de New York. Le Spectre Noir fut vite confronté à Daredevil, au Scarabée, à la Veuve Noire et à la Chose. La Veuve Noire fut capturée et envoûtée par Jérome. Grâce au mercenaire le Samouraï d'argent, ils coupèrent le réseau de télécommunication des États-Unis et firent chanter le gouvernement en le menaçant de représailles nucléaires. Mais ils furent vaincus par les héros. Seul le Mandrill réussit à s'enfuir.
Nekra fut placée en cellule d'isolement par le SHIELD jusqu'à ce qu'elle voit le Maître de la haine à la télévision. Cette vision suffit à la libérer des drogues qui l'abrutissaient et elle put s'enfuir. 
Elle se réfugia dans les égouts de New York où elle fut capturée par des fanatiques voulant la sacrifier à leur déesse Kali. Survivant au coup de couteau mortel, elle se fit passer, elle-même, pour une déesse et dirigea le culte secret. Elle se débarrassa de deux dévôtes qui voulaient la dénoncer et devint la nouvelle prêtresse de Kali. Elle décida de transférer sa base d'opérations à Los Angeles. Elle fit assassiner la veuve solitaire d'un psychiatre et prit sa place, afin de voler sa fortune et diriger la clinique.
Quand Jessica Drew arriva à la clinique pour une enquête, Nekra fut intriguée par cette femme qui ne suscitait pas de haine chez elle, la seule avec le Mandrill. Elle l'affronta, ainsi que le Suaire. Spider-Woman la battit et la mutante haineuse fut gravement molestée.
Lors de sa convalescence, elle fut capturée par Ticktock mais Phalène aidée par Spider-Woman la libéra.
Nekra tomba ensuite amoureuse du Moissonneur. Elle rejoignit sa légion et le couple affronta les Vengeurs. Eric Williams fit une chute mortelle lors du combat. Nekra s'enfuit et vola le corps de son amant. Elle se servit de la magie vaudou enseignée par Black Talon pour faire revivre Eric. Le couple tenta de se venger des jumeaux Maximoff, mais Magnéto et Wonder Man les protégèrent. Découvrant sa nature de zombie, Eric abandonna Nekra et fut de nouveau tué.
On la revit quelque temps plus tard, dirigeant la clinique Hatros, sur la côte Est. Elle déversa des drogues dans les réserves d'eau de la petite ville de Shriver Cove, pour asservir mentalement les habitants. Spider-Man libéra la ville, et Hank Pym mit Nekra en déroute, avec le corps du Moissonneur.
Ensuite, elle fut manipulée par Llan pour se rendre à Winnipeg et combattre la Division Alpha. Vaincue, refoulée aux États-Unis, elle fut emprisonnée à la Voûte où elle eut une courte liaison avec Mister Hyde.
Relâchée, elle retrouva le corps de Williams et le fit de nouveau revivre. Mais ce dernier, devant désormais voler la vie des autres pour survivre et plus inhumain que jamais, l'empala pour la remercier. Le Mandrill voulut se venger mais subit le même sort que sa « sœur ».
Ressuscitée par Daimon Hellstrom, elle fut chargée d'enquêter sur le Docteur Druid et de l'éliminer si ce dernier devenait trop puissant. Quand ce moment arriva, Nekra l'abattit.
On l'a revue récemment, à la vente aux enchères du symbiote de Venom.

### Dark reign
Quand Norman Osborn devint l'un des hommes les plus puissants du gouvernement américain, publiquement irréprochable, Nekra rejoignit son ancien amant le Moissonneur, qui avait remis sur pied une Lethal Legion, dans le but de déposer le tyran.
Leur action échoua (car Williams et Osborn étaient de mèche), et elle se retrouva de nouveau derrière les barreaux, pensant que le Moissonneur était mort.

## Pouvoirs
- Nekra n'est pas une véritable albinos, car ses yeux et ses cheveux sont pigmentés, à la différence de sa peau.
- Ses canines sont allongées et forment des crocs, comme ceux d'un vampire.
- En se concentrant sur la haine environnante, Nekra peut augmenter sa force et sa résistance à la douleur. Avec assez de passion, elle peut soulever 10 tonnes. On la déjà vue tenir tête un court moment à Wonder Man, dans un état de furie alors inégalée. Sa colère lui permet de résister aux chutes, aux armes blanches, aux balles, à l'électricité et aux températures extrêmes. Elle peut entretenir un tel état de rage pendant une heure.
- Nekra est très sensible aux drogues et aux phéromones. Elle a donc développé une potion chimique lui permettant de résister à ces effets.
- Agile et gracieuse, Nekra est une redoutable adversaire au corps à corps.
- C'est une danseuse d'exception et elle connaît toutes les techniques de mesmerisme, lobotomie, hypnose et interrogatoire.
- Formée aux arts vaudou et très douée dans ce domaine, elle possède un niveau de pouvoir et de connaissance suffisant pour pouvoir faire revivre des corps.